# Реактивний поїзд
Реактивний потяг — потяг на реактивній тязі, що приводиться в рух турбореактивними двигунами. Принцип дії схожий із принципом, що використовується в авіації, і відмінний від звичайного приведення в дію потяга за допомогою колісної тяги.
Реактивні потяги створювалися для вирішення проблеми швидкісного пересування. Було збудовано кілька таких високошвидкісних реактивних поїздів. Всі вони були експериментальними. Турбореактивні двигуни є найбільш ефективними на високих швидкостях, тому розглядалось використання їх лише як пасажирського транспорту.

## Історія реактивних потягів
1966 американська компанія «New York Central Railroad» здійснила першу спробу запустити реактивний потяг. Американський дослідний реактивний самохідний вагон M-497 «Black Beetle» зі встановленими на даху реактивними двигунами General Electric J47 був переобладнаний із автомотриси Budd RDC3. 24 липня 1966 потяг досяг швидкості 295,8 км/год, що і досі є швидкісним рекордом для залізниць у США.
1970 в СРСР було збудовано реактивний потяг СВЛ (рос. Скоростной Вагон-Лаборатория). Він був переобладнаний із головного моторного вагону електропоїзда ЕР22 із видозміненою обтічною формою кузова та встановленими на даху турбореактивними двигунами від пасажирського літака Як-40. На початку 1972 на перегоні Новомосковськ-Дніпровський — Дніпродзержинськ Придніпровської залізниці турбореактивний вагон СВЛ досяг швидкості 249 км/год.